# 年轻男子肖像 (布龙齐诺)
《年轻男子肖像》是意大利画家布龙齐诺的一幅木板油画，大约绘制于1540年。自1929 年藏于纽约大都会艺术博物馆。